# محمد بن عبد الأحد
محمد بن عبد الأحد شيخ ومحدث مِن رواة الحديث.

## شيوخه
الشيوخ الذين روى عنهم:
- هناد بن السري بن مصعب بن أبي بكر بن شبر بن صعفوق بن عمرو بن حاجب بن زرارة بن عدس التميمي.

## تلاميذه
تلاميذه الذين روو عنه:
- دعلج بن أحمد بن دعلج بن عبد الرحمن السجستاني.